# Hipertensão gestacional
A hipertensão gestacional ou hipertensão induzida pela gravidez é definida como o desenvolvimento de uma nova hipertensão arterial em uma mulher grávida após 20 semanas de gestação.
A hipertensão pode surgir antes de 20 semanas se a mulher tiver múltiplos fetos ou uma mola hidatiforme.

## Tratamento
Não há um tratamento específico, mas é monitorada cuidadosamente para rapidamente identificar a pré-eclâmpsia e suas complicações que ameaçam a vida (síndrome HELLP e eclâmpsia). As opções de tratamento são limitadas, já que muitos anti-hipertensivos podem afetar negativamento o feto. Metildopa, hidralazina e labetalol são mais comumente utilizados para a hipertensão gestacional grave.